# Phật giáo Việt Nam

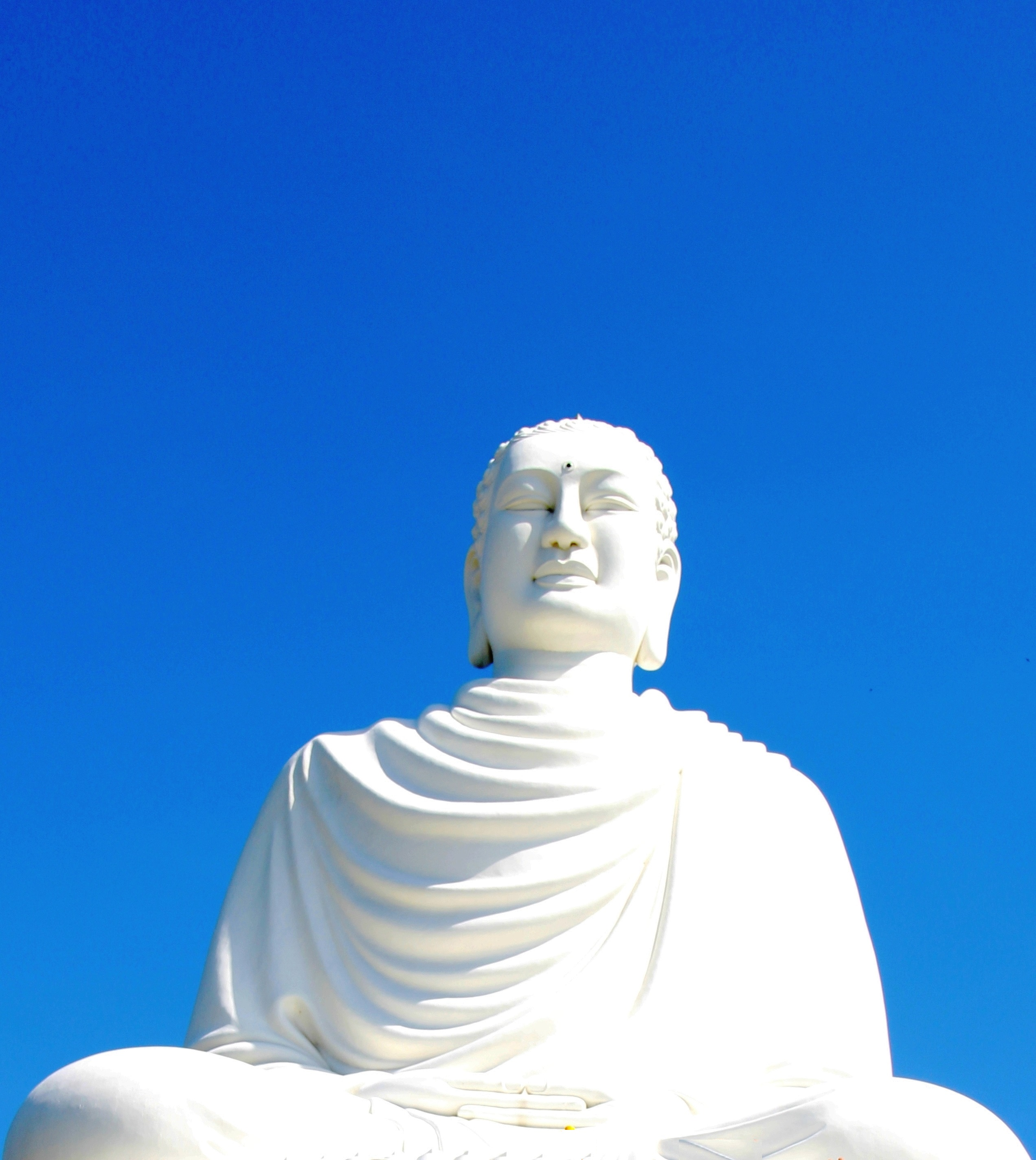
Tượng Phật ở chùa Long Sơn Nha Trang, dựng năm 1963. Pho tượng này có đặc điểm là khuôn mặt của Đức Phật được tạc theo nét mặt người Việt

Phật giáo Việt Nam là Phật giáo được bản địa hóa khi du nhập vào Việt Nam, Phật giáo Việt Nam mang những đặc điểm tương đồng và khác biệt so với Phật giáo của các nước khác trên thế giới. Việt Nam nằm trong vùng ảnh hưởng của văn hóa Trung Hoa cổ đại nên mang nhiều nét của văn hóa Trung Hoa, đặc biệt là tôn giáo. Phật giáo là tôn giáo có ảnh hưởng sâu rộng nhất ở Việt Nam, mang nhiều ảnh hưởng của hệ phái Phật giáo Bắc tông.
Tuy nhiên, ở khu vực miền Nam, hệ phái Phật giáo Nam tông cũng có ảnh hưởng không nhỏ, nhất là trong cộng đồng người Khmer Nam bộ. Theo thống kê của Ban Tôn giáo chính phủ Việt Nam năm 2020, hiện có hơn 4,600,000 tín đồ Phật giáo , còn theo số liệu thống kê của Giáo hội Phật giáo Việt Nam, cả nước có gần 45 triệu tín đồ quy y tam bảo, có 1002 đơn vị gia đình Phật tử và khoảng 44.498 tăng ni, hơn 14.775 tự, viện, tịnh xá, tịnh thất, niệm Phật đường.

## Lịch sử

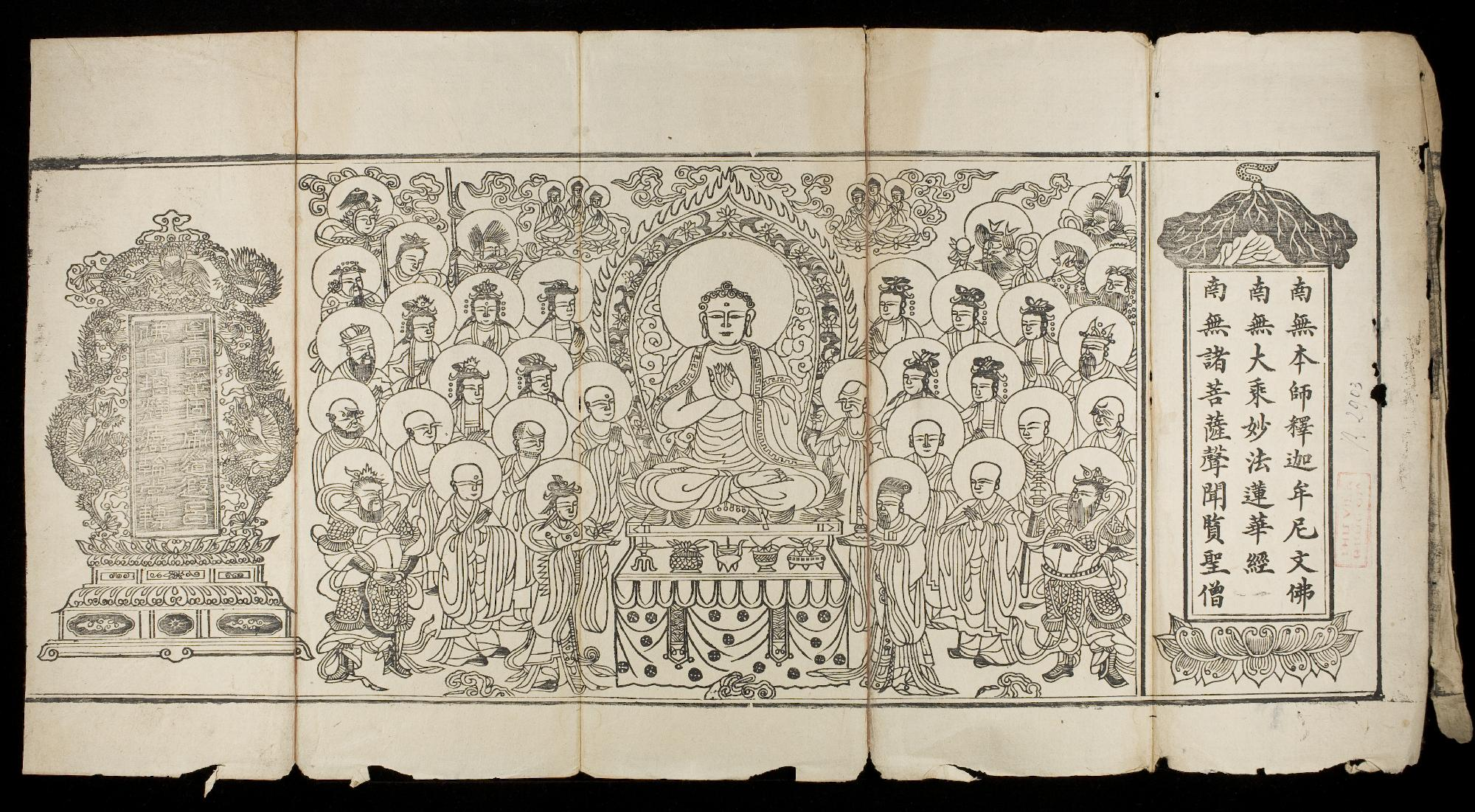
Bản in Kinh Phật Diệu pháp liên hoa cổ của Việt Nam

Phật giáo được du nhập vào Việt Nam từ rất sớm, khoảng thế kỷ thứ nhất trước Công nguyên theo đường hải và đường bộ. Những vết tích đầu tiên được được ghi nhận với truyện cổ tích Chử Đồng Tử học đạo của một nhà sư Ấn Độ. Đầu công nguyên, Luy Lâu (Bắc Ninh) là thủ phủ của quận Giao Chỉ sớm trở thành trung tâm Phật giáo quan trọng. Các dấu tích của Phật giáo tại Việt Nam được ghi nhận qua các truyền thuyết như Thạch Quang Phật và Man Nương Phật Mẫu xuất hiện cùng với sự giảng đạo của Khâu Đà La (Ksudra) trong khoảng các năm 168-189, Phật giáo hình thành nên hệ thống tín ngưỡng thờ Tứ Pháp.
Do tiếp thu Phật giáo trực tiếp từ Ấn Độ nên từ Buddha (bậc giác ngộ) được phiên âm trực tiếp thành "Bụt" và "Bụt Đà", từ đó chữ "Bụt" được dùng nhiều trong các truyện dân gian. Phật giáo Việt Nam lúc ấy mang màu sắc của Phật giáo Nam truyền được địa phương hóa; Bụt được dân gian hóa coi như một vị thần cứu giúp người tốt. Sau này, vào thế kỷ thứ IV - V, do ảnh hưởng của Phật giáo từ Trung Hoa mà từ "Bụt" bị thay thế dần bởi từ "Phật".
Phật giáo ăn sâu, bám rễ vào Việt Nam từ rất sớm. Đến thời nhà Đinh - Tiền Lê, nhà Lý, nhà Trần, Phật giáo phát triển cực thịnh, được coi là quốc giáo, ảnh hưởng đến tất cả mọi vấn đề trong cuộc sống. Đến đời nhà Hậu Lê thì Nho giáo được coi là quốc giáo và Phật giáo đi vào giai đoạn suy thoái. Đến cuối thế kỷ XVIII, vua Quang Trung cố gắng chấn hưng đạo Phật, chỉnh đốn xây chùa, nhưng vì mất sớm nên việc này không có nhiều kết quả. Đến thế kỷ 20, mặc dù ảnh hưởng mạnh của phong trào chấn hưng Phật giáo của các nước, Phật giáo Việt Nam lại phát triển mạnh mẽ khởi đầu từ các đô thị miền Nam với các đóng góp quan trọng của các nhà sư Khánh Hòa và Thiện Chiếu .
Tóm lại, lịch sử Phật giáo Việt Nam trải qua bốn giai đoạn:
- Từ đầu công nguyên đến hết thời kỳ Bắc thuộc là giai đoạn hình thành và phát triển rộng khắp;
- Thời Đinh, Tiền Lê, Lý, Trần là giai đoạn cực thịnh;
- Từ đời Hậu Lê đến cuối thế kỷ 19 là giai đoạn suy thoái;
- Từ đầu thế kỷ 20 đến nay là giai đoạn chấn hưng.

## Các tông phái

### Thiền tông

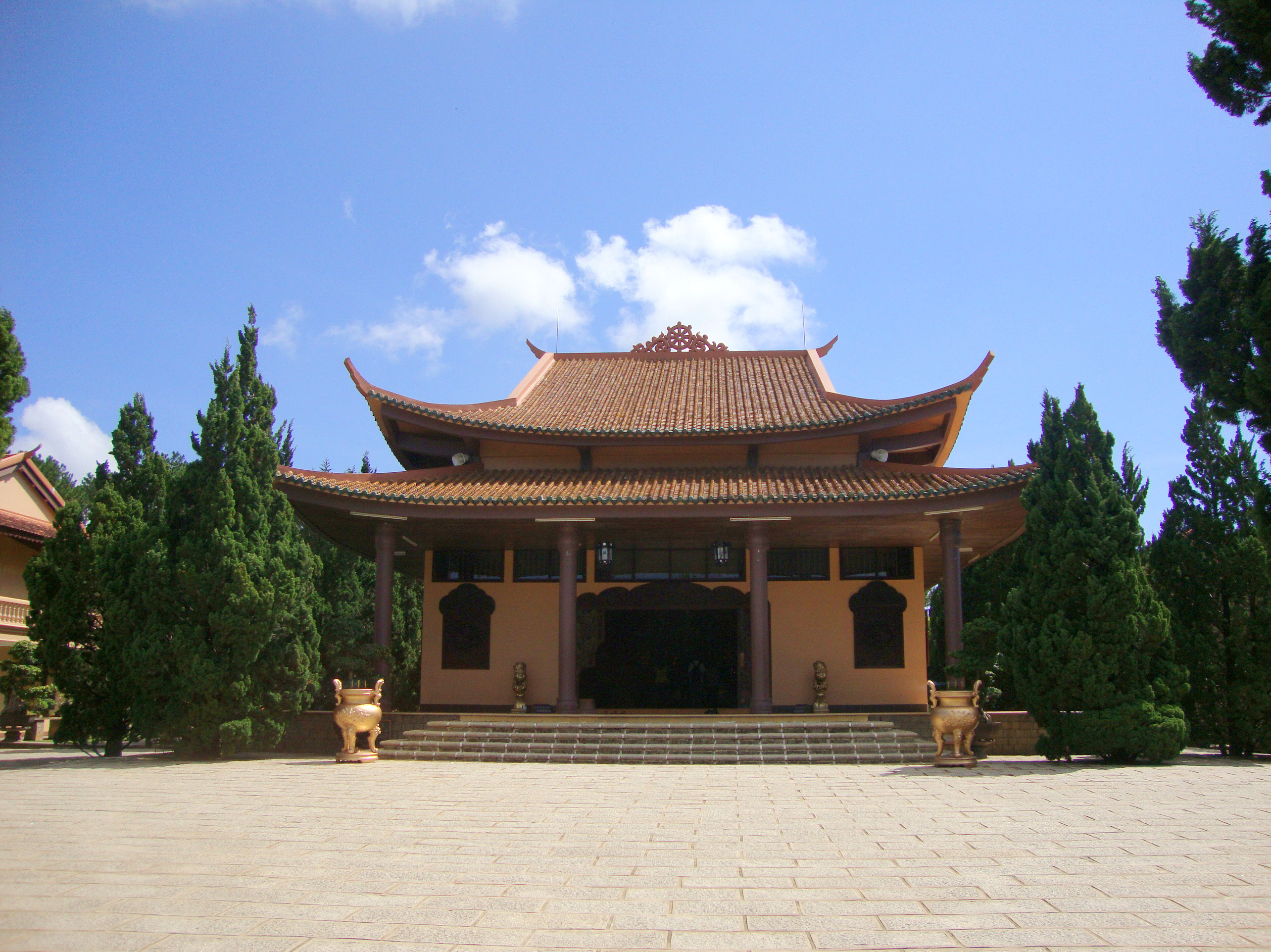
Thiền phái Trúc Lâm mang đậm bản sắc thiền của Phật giáo Việt Nam

Thiền tông được Bồ-đề-đạt-ma truyền sang Trung Quốc vào đầu thế kỷ thứ 6. Theo các nhà nghiên cứu Phật giáo, Thiền tông ngay sau đó không lâu cũng được truyền sang Việt Nam, với dấu ấn của dòng Thiền Tì-ni-đa-lưu-chi (Vinitaruci). Sư vốn là người Ấn Độ, qua Trung Quốc đắc pháp với Tam tổ Tăng Xán rồi đến Việt Nam vào năm 580, tu tại chùa Pháp Vân (hay chùa Dâu), thuộc huyện Thuận Thành tỉnh Bắc Ninh và truyền cho tổ thứ hai là Pháp Hiền. Dòng thiền này truyền được đến 19 thế hệ.
Khi Lục tổ Huệ Năng phát dương rực rỡ Thiền tông Trung Quốc, nhưng đặc tính của nó cũng xuất hiện ở Việt Nam với các dòng Thiền Vô Ngôn Thông và Thảo Đường. Dòng thiền tu thứ hai do Vô Ngôn Thông, người Trung Quốc lập ra vào năm 820, tu tại chùa Kiến Sơ, thuộc xã Phù Đổng, huyện Gia Lâm, Hà Nội. Dòng thiền này truyền được đến 17 đời. Dòng thiền thứ ba do Thảo Đường, người Trung Hoa, vốn là tù binh bị bắt tại Chiêm Thành và được vua Lý Thánh Tông phóng thích cho hoằng đạo tại chùa Khai Quốc vào năm 1069. Dòng thiền này truyền được đến 6 đời.
Năm 1299, vua Trần Nhân Tông, dưới sự hướng dẫn của thiền sư Tuệ Trung Thượng Sĩ, ông xuất gia và lên tu ở núi Yên Tử, thuộc Thành phố Uông Bí, Quảng Ninh, thống nhất các thiền phái tồn tại trước đó và lập nên Thiền phái Trúc Lâm. Sau này, một số thiền phái khác xuất hiện như phái Tào Động dưới thời Trịnh-Nguyễn, phái Liên Tôn vào thế kỷ 16-19 (có trụ sở tại chùa Bà Đá và chùa Liên Phái, Hà Nội), phái Liễu Quán (Liễu Quán là tên một vị tổ thuộc dòng Lâm Tế) vào thế kỷ 18 (miền Trung), phái Lâm Tế dưới thời nhà Nguyễn (miền Trung, và sau này phát triển ở miền Nam).
Thiền tông Việt Nam đề cao cái "tâm": "Phật ở tại tâm", tâm là Niết Bàn, hay Phật. Trần Nhân Tông viết trong bài phú Cư Trần Lạc Đạo:
"Cư trần lạc đạo thả tùy duyên,
Cơ tắc xan hề khốn tắc miên.
Gia trung hữu bảo hưu tầm mích,
Đối cảnh vô tâm mạc vấn thiền."
Dịch:
"Ở đời vui đạo hãy tùy duyên,
Đói đến thì ăn, mệt ngủ liền.
Trong nhà có báu thôi tìm kiếm,
Đối cảnh vô tâm chớ hỏi thiền."

### Tịnh độ tông

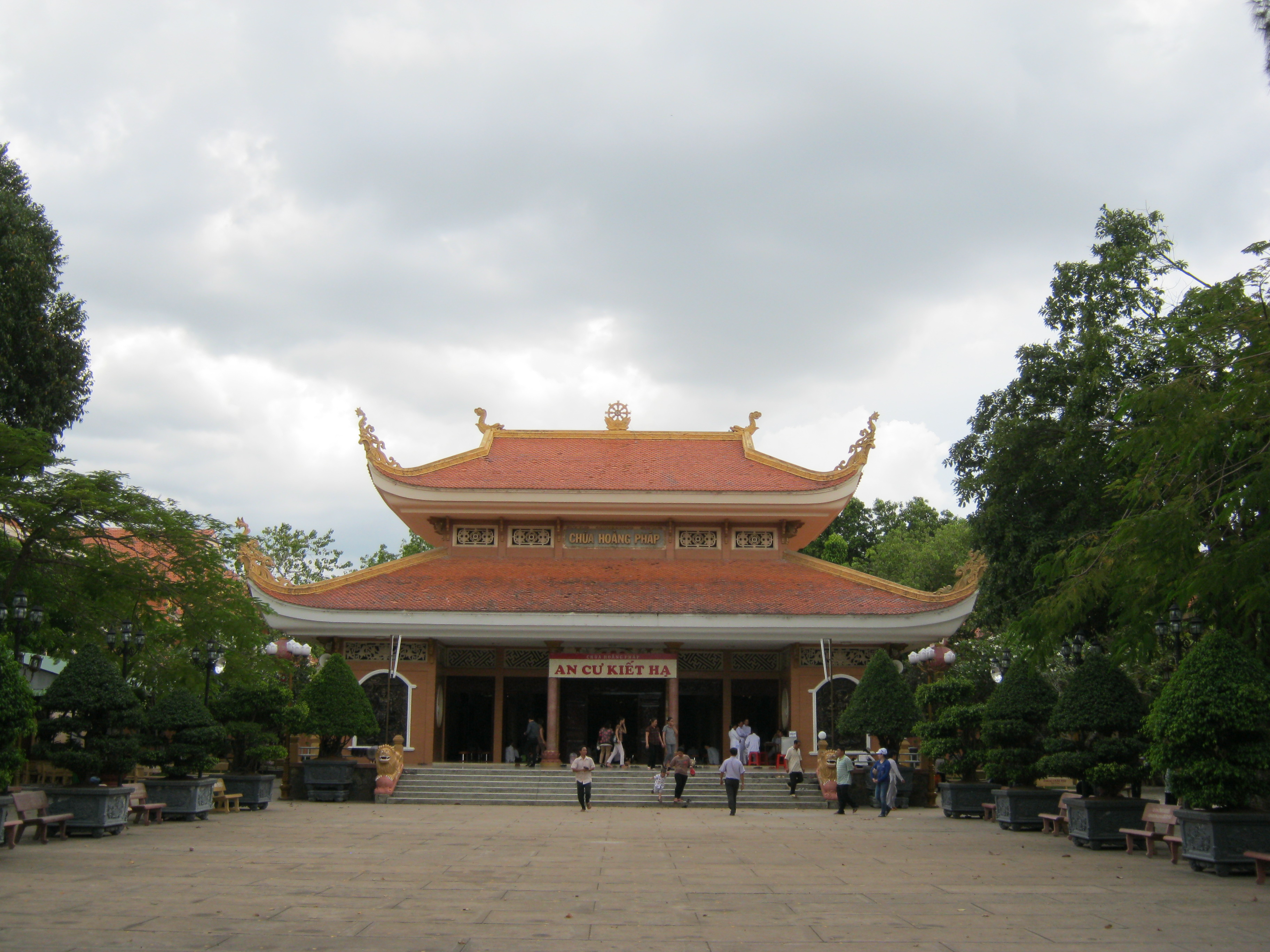
Chùa Hoằng Pháp theo pháp môn tịnh độ, nơi tổ chức các khóa tu nhiều và lớn nhất Việt Nam

Tịnh độ tông là một tông phái Phật giáo, chủ trương tu tâm dựa vào tha lực của Phật A Di Đà để đắc đạo. Dù vậy đương sự vẫn phải tự lực dốc lòng niệm Phật. Phật Thích Ca Mâu Ni có lần thuyết giảng: "Một viên đá dù nhỏ đến mấy mà ném xuống nước thì nó cũng chìm, nhưng nếu một hòn đá dù to đến mấy mà đặt trên bè thì nó cũng nổi" nên Tịnh độ tông cho là dù nghiệp nặng tới đâu việc thành tâm niệm Phật cũng sẽ là phương tiện giúp tín đồ sau khi mãn kiếp sẽ tới miền Cực lạc.
Theo Tịnh độ tông cõi Cực lạc là một nơi sinh linh không bị buộc vào vòng luân hồi. Nơi đó Phật A Di Đà (tiếng Phạn: Amitabha) là giáo chủ. Phật tử có thể dùng công đức, làm việc thiện, đọc kinh, niệm Phật (nhất là tụng danh Phật A Di Đà), hồi hướng thiện tâm mà góp sức cứu sinh linh lớn nhỏ thì mai sau cũng sẽ đắc quả. Không như Thiền tông dựa vào tâm lực để giác ngộ, Tịnh Độ tông mở lối cho Phật tử vi giác qua công quả, có phần thực tế và giản dị hơn việc luyện trí tập thiền nên tông phái này rất phổ biến ở Việt Nam. Vì vậy mà đi đến chùa nào cũng nghe câu "Nam mô A Di Đà Phật" (có nghĩa là "Nguyện quy y đức Phật A Di Đà") và gần như chùa nào cũng lập tượng Phật A Di Đà để thờ.

### Mật tông
Mật tông là một tông phái Phật giáo chủ trương sử dụng những phép tu tụng niệm các mật chú để đạt đến chân lý giác ngộ. Cũng còn gọi là Lạt Ma tông, Mật tông là sự hợp nhất giới luật của thuyết nhất thiết hữu bộ (Sarvastivada) và nghi thức tác pháp của Kim Cương thừa. Bước quyết định trong nghi thức này là lễ Quán Đỉnh (Abhiseka) do một vị sư cả (guru hay "lạt ma") ban phép cho người đệ tử được nhập thiền định tâm vào một vị Phật cụ thể bằng cách đọc chân âm (mantra), suy niệm đồ hình Mạn đà la (mandala) và thực thi ấn quyết (mudra) để đạt đến độ thăng hoa loại bỏ ý niệm nhị nguyên (duality) để nhập vào Chân Như, vào cõi Không. Trạng thái đó được biểu tượng bằng Kim cương chử (Vajra). Để làm chủ được các nghi thức tác pháp của Mật tông (còn gọi là Kim Cương thừa - Vajrayana) thì điều tiên quyết là phải thấu hiểu giáo nghĩa của Bát-nhã-ba-la-mật-đa (Prajnaparamita) của Long Thụ và Vô Trước. Giáo nghĩa Bát-nhã-ba-la-mật-đa được gọi là "Nhân thừa", và giáo nghĩa Kim Cương thừa được gọi là "Quả thừa". Tương truyền rằng Mật tông do đức Phật Đại Nhật khởi xướng. Mật tông có hai bộ kinh cơ bản là Đại Nhật kinh và Kim cương bát-nhã-ba-la-mật-đa kinh. Như vậy, từ thế kỉ thứ 3 đến thế kỉ thứ 7, Thiền tông Việt Nam mang đậm giáo nghĩa Tam Luận tông của Long Thụ, mà đặc biệt là tư tưởng Bát-nhã-ba-la-mật-đa của Long Thụ và Vô Trước. Các thiền sư thuộc Thiền phái Tì Ni Đa Lưu Chi không chỉ uyên thâm về Phật pháp mà nhiều vị rất có uy tín với triều đình và biểu thị rõ ý thức độc lập tự chủ của đất nước. Các thiền sư Pháp Thuận, Ma Ha (thế kỉ thứ 10), Sùng Phạm (thế kỉ 12),... đều làm cố vấn cho nhà vua không chỉ việc đạo mà cả việc đời, việc ngoại giao. Đặc biệt, các thiền sư dòng Tì Ni Đa Lưu Chi thường có hình thức tu tập "Tổng Trì Tam Muội" (Dharani samadhi), một hình thức tu tập phổ biến của Mật giáo (Tantrism), dùng chân âm kết hợp với ấn quyết trong trạng thái đại định để giữ được thân, khẩu, ý. Ở Hoa Lư (Ninh Bình), một cột kinh Phật bằng đá vào thế kỉ thứ 10 có khắc bài thần chú Phật Đỉnh Tối Thắng Đà La Ni (Usnisavijaya dharani), một thần chú phổ biến của Mật tông, đã được phát hiện.
Khi vào Việt Nam, Mật tông không tồn tại độc lập như một tông phái riêng mà nhanh chóng hòa lẫn vào dòng tín ngưỡng dân gian với những truyền thống cầu đồng, pháp thuật, yểm bùa, trị tà ma, chữa bệnh,...

### Nam tông

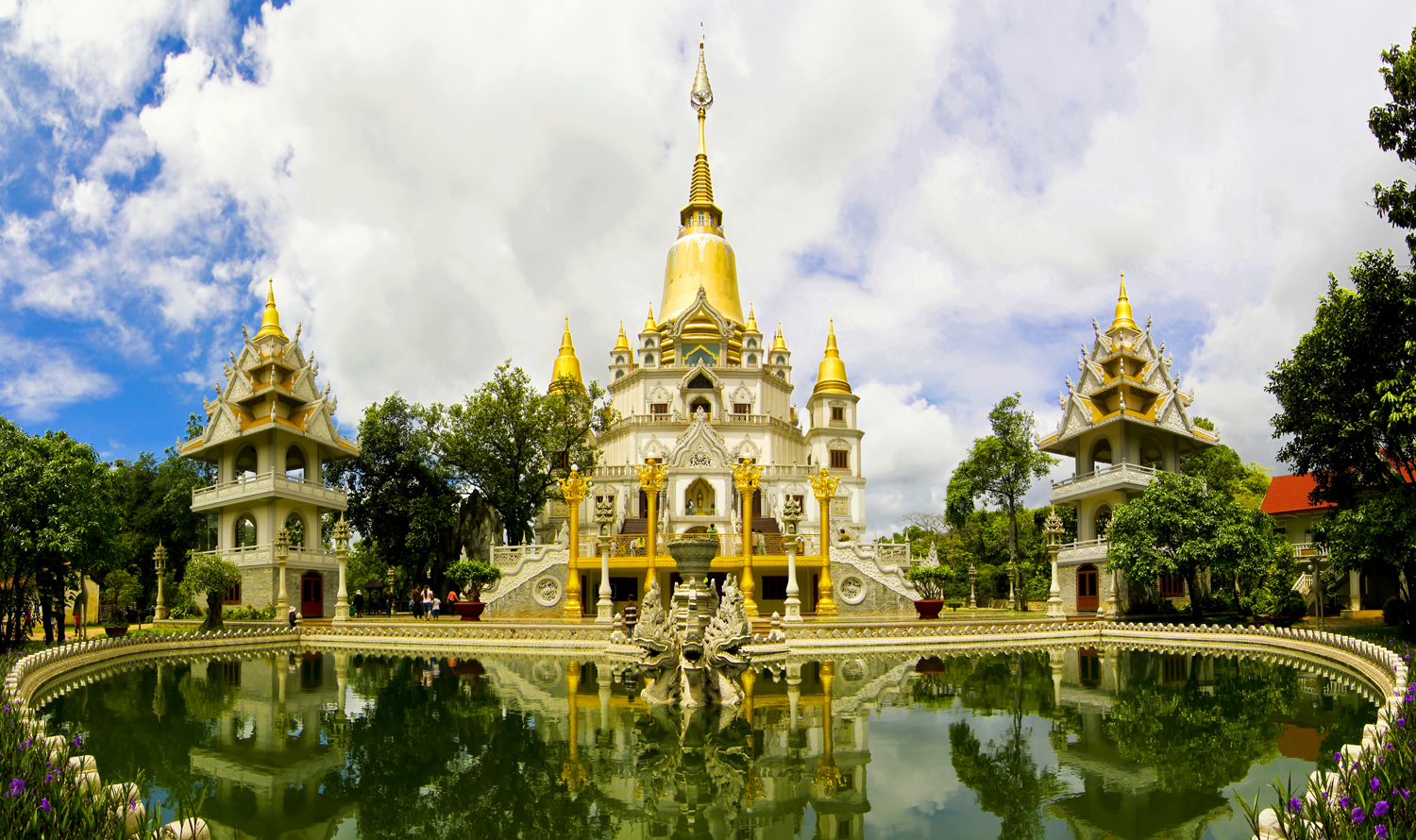
Bảo tháp xá lợi đức Phật Gotama Cetiya chùa Bửu Long

Phật giáo Nam tông được truyền rất sớm vào Việt Nam do các tổ sư Ấn Độ truyền bá nhưng đến khi Đại thừa truyền vào từ Trung Quốc thì dần dần thay thế Phật giáo Nam truyền.
Hiện nay Phật giáo Nam tông phát triển mạnh ở miền nam chủ yếu là Phật tử đồng bào dân tộc Khmer. Mãi đến cuối những năm 1930, thì các sư Hộ Tông, Bửu Chơn, Thiện Luật... truyền bá Phật giáo Nam tông từ Campuchia. Hiện nay, Phật giáo Nam tông (Theravada) là thành viên của Giáo hội Phật giáo Việt Nam.

### Hệ phái Khất sĩ Việt Nam

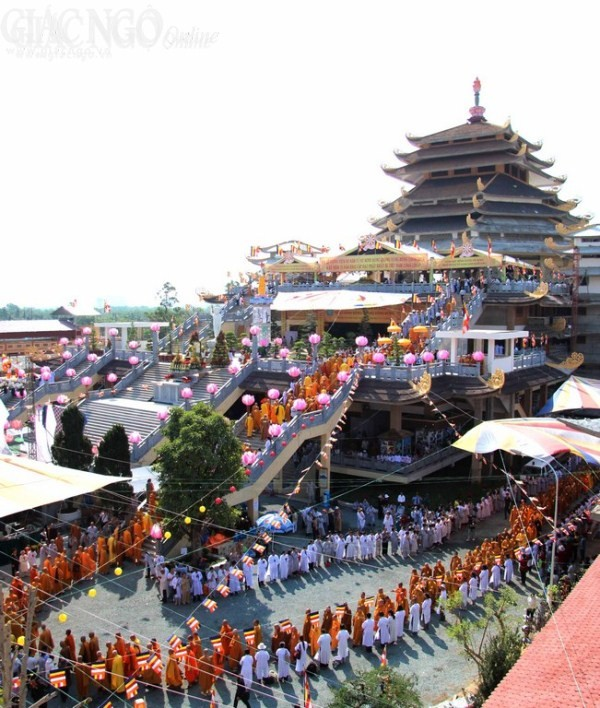
Lễ tưởng niệm 60 năm ngày tổ sư Minh Đăng Quang vắng bóng, tại Pháp viện Minh Đăng Quang.

Đạo phật Khất sĩ Việt Nam là một tông phái Phật giáo nội sinh do Tổ sư Minh Đăng Quang sáng lập từ 1944, lấy chí nguyện " Nối truyền Thích ca chính Pháp", sư đã dung hợp hai truyền thống Đại thừa phát triển mạnh và Nam truyền gần gũi với lời dạy gốc của Đức Phật. Đi trước phong trào chấn hưng phật giáo những đóng góp của sư có vai trò to lớn trong sự phát triển của Phật giáo Việt Nam nửa sau thế kỷ XX. Bộ sách Chân lý đã đúc kết những nguyện vọng, tông chỉ, đường hướng hoằng đạo của ngài cho các đệ tử.

## Đặc điểm

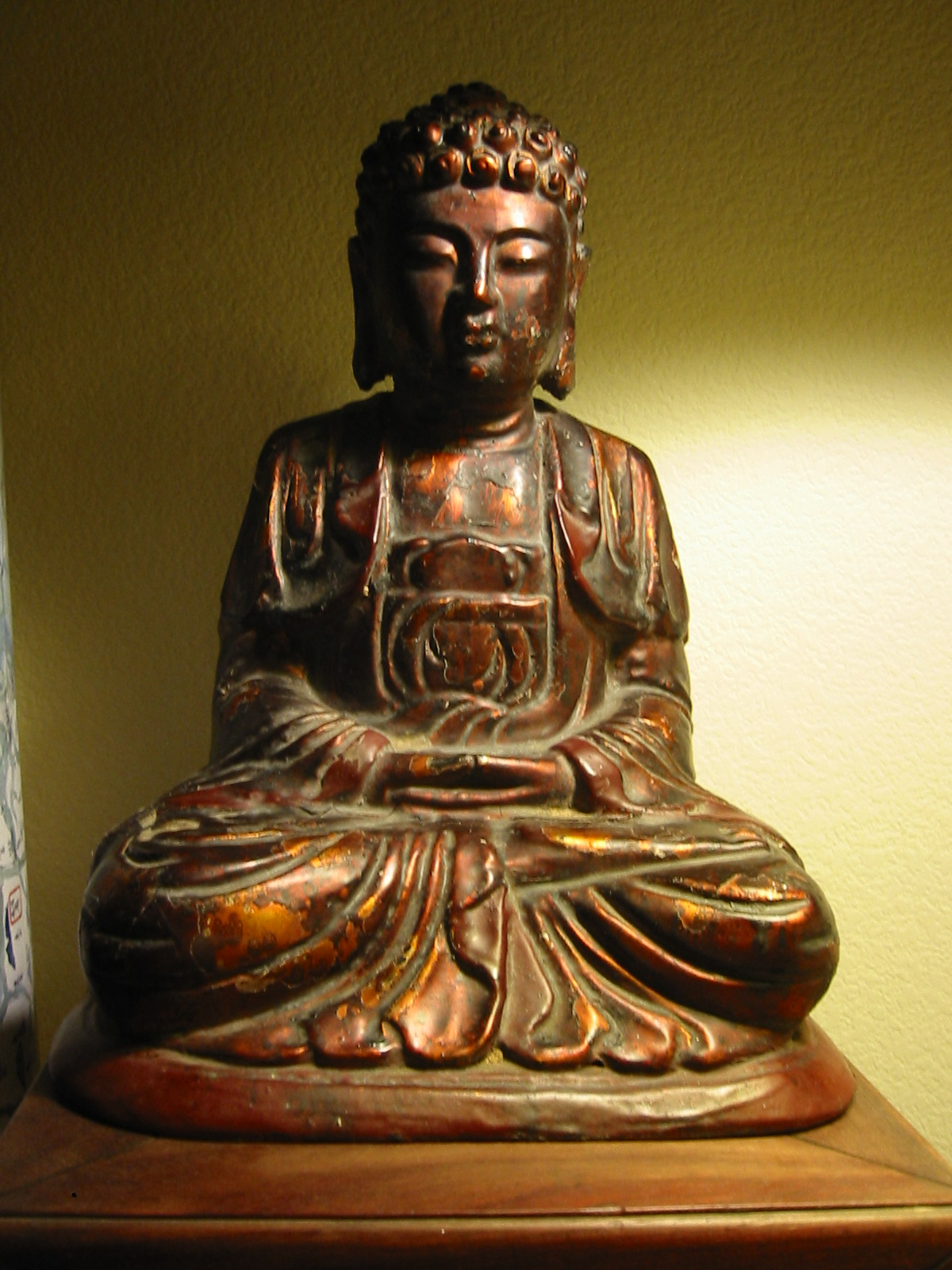
Tượng Phật Tổ phủ sơn, phong cách Việt Nam

Trên bước đường truyền bá và hội nhập, Phật giáo luôn luôn cố gắng thực hiện hai điều đó là khế lý và khế cơ. Nếu thiếu đi một trong hai yếu tố này Phật giáo sẽ chẳng còn là Phật giáo nữa. Duy trì và phát triển hai yếu tố này, Phật giáo được truyền vào Việt Nam và các nước khác.
Khế lý là nói về mặt tư tưởng, nhờ khế lý nên dù ở thời gian và không gian nào, giáo lý Phật-đà vẫn hợp với chân lý, tư tưởng vẫn luôn luôn phong phú, sâu sắc mà vẫn giữ được bản chất của mình và chỉ có một vị đó là vị giải thoát.
Khế cơ thiên trọng về mặt lịch sử, nhờ khế cơ nên dù trong hoàn cảnh và quốc độ nào thì sự sinh hoạt, thể hiện, truyền đạt cũng luôn luôn đa dạng. Tùy theo phong tục tập quán của mỗi quốc gia mà vẫn không hề mất gốc (Phật giáo). Nói một cách khác thì có thể tùy nghi phương tiện theo từng vùng miền để truyền bá giáo lý Phật-đà nhưng không làm mất đi bản sắc của Phật giáo là ứng hợp với mọi tầng lớp và căn cơ chúng sanh.
Tên gọi tuy có khác nhưng giáo lý vẫn là một tên gọi là khế lý, dù một mà không phải một, nên có lắm tên Phật giáo Việt Nam, Phật giáo Tây Tạng, Phật giáo Thái Lan... tất cả đều có tên chung là Phật giáo, bảo rằng giống cũng được nhưng bảo rằng không thì là sai. Đây gọi là khế cơ, là bản địa hóa, hay sắc thái Phật giáo của từng vùng miền.
Khi Phật giáo được truyền vào Việt Nam đã được các vị thiền sư người Việt bản địa hóa, khiến Phật giáo hòa mình vào lòng dân tộc tạo nên một sắc thái đặc biệt của riêng Việt Nam. Phật giáo đã cùng sinh tồn cùng dân tộc. Điểm này dễ dàng nhận thấy trong những thời đại hưng thịnh của đất nước như Đinh, Lê, Lý Trần đều là những lúc Phật giáo cũng song hành hưng thịnh và các vị thiền sư có vị trí quan trọng trong các Triều đại đó. Dù được bản địa hóa để quyện mình vào lòng dân tộc nhưng tam tạng kinh điển Phật giáo Việt Nam vẫn được truyền thừa trong suốt hơn 2000 năm lịch sử Phật giáo Việt Nam.

### Tính dung hòa

#### Dung hợp giữa Phật giáo với tín ngưỡng bản địa
Phật giáo thờ Phật trong chùa, tín ngưỡng truyền thống Việt Nam là thờ thần trong miếu và thờ Mẫu trong phủ, bốn vị thần được thờ nhiều nhất là Tứ pháp: Mây-Mưa-Sấm-Chớp. Tuy nhiên bốn vị thần này đã được "Phật giáo hóa". Các pho tượng này thường được gọi tượng Pháp Vân, Pháp Vũ, Pháp Lôi và Pháp Điện, trên thực tế các tượng này hoàn toàn điêu khắc theo tiêu chuẩn của một pho tượng Phật. Các hệ thống thờ phụ này tổng hợp với nhau tạo nên các ngôi chùa "tiền Phật, hậu Thần" hay "tiền Phật, hậu Mẫu". Người Việt Nam đưa các vị Thần, Thánh, Mẫu, thành hoàng thổ địa, anh hùng dân tộc... vào thờ trong chùa. Đa số các chùa còn để cả bia hậu, bát nhang cho các linh hồn đã khuất.

#### Dung hòa giữa các tông phái Phật giáo
Các tông phái Phật giáo Đại thừa sau khi du nhập vào Việt Nam trộn lẫn với nhau. Dòng thiền Tỳ Ni Đa Lưu Chi pha trộn với Mật giáo. Nhiều vị thiền sư đời Lý như Vạn Hạnh, Từ Đạo Hạnh, Nguyễn Minh Không,... đều giỏi pháp thuật và có tài thần thông biến hóa. Thiền tông còn kết hợp với Tịnh Độ tông như là trong việc tụng niệm Phật A Di Đà và Bồ Tát.
Các điện thờ ở chùa miền Bắc vô cùng phong phú các loại tượng Phật, Bồ tát, La hán và các tông phái khác nhau. Các chùa miền Nam còn có xu hướng dung hợp hai truyền thống truyền thừa. Nhiều chùa mang hình thức Nam truyền (chỉ thờ Phật Thích Ca Mâu Ni, sư đắp y vàng) nhưng lại theo giáo lý Đại thừa; bên cạnh Phật Thích Ca Mâu Ni còn có các tượng Phật nhỏ khác, bên cạnh y vàng còn có áo nâu, áo lam.

#### Hòa hợp giữa Phật giáo với Khổng, Lão
Tín ngưỡng truyền thống đã tiếp nhận Phật giáo ngay từ đầu Công nguyên. Sau đó Phật giáo bắc truyền tiếp nhận Đạo giáo. Rồi cùng tiếp nhận Nho giáo để làm nên "Tam giáo đồng nguyên" (cả ba tôn giáo có cùng một gốc) và "Tam giáo đồng quy" (cả ba tôn giáo có cùng một mục đích) truyền vào Việt Nam qua đường Bắc thuộc. Ba tôn giáo trợ giúp lẫn nhau: Nho giáo lo tổ chức xã hội, Đạo giáo lo thể xác con người, Phật giáo lo tâm linh, kiếp sau của con người. Trong nhiều thế kỷ, hình ảnh "Tam giáo tổ sư" với Thích Ca Mâu Ni ở giữa, Lão Tử ở bên trái, Khổng Tử ở bên phải đã in sâu vào tâm thức mọi người Việt.
Ngoài ra giáo lý Phật giáo còn được hòa trộn với các tôn giáo khác để hình thành Đạo Cao Đài vào thập niên 1920 với quan điểm là "Thiên nhân hợp nhất" và "Vạn giáo nhất lý".

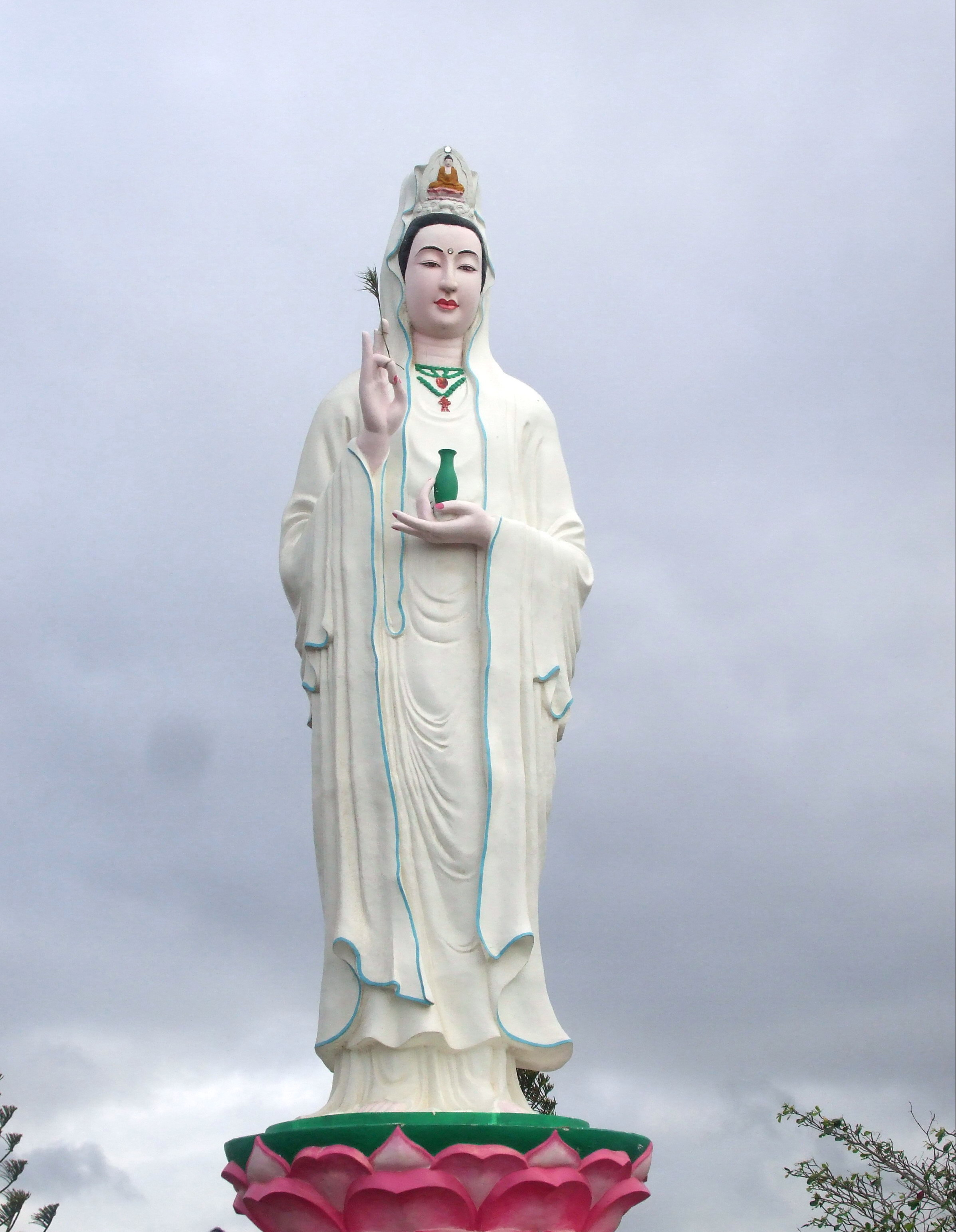
Tượng Quan Âm Nam Hải ở Bạc Liêu

### Phật giáo ảnh hưởng của mẫu hệ
Nó ảnh hưởng rất lớn đến Phật giáo Việt Nam, làm cho Phật giáo Việt Nam có phần nữ tính hóa.
Các vị Phật Ấn Độ xuất hiện với thân nam, khi vào Việt Nam bị biến thành "Phật ông - Phật bà". Mẹ Quan Âm (Quán Thế Âm Bồ Tát) là vị "thần" cứu giúp cho nhân dân, người miền biển còn gọi là Quan Âm Nam Hải (biển đông). Ngoài ra người Việt còn có những vị "Phật-Mẫu" riêng của mình như Man Nương Phật Mẫu (tên khác: Phật Mẫu), Quan Âm Thị Kính (tên khác: Quan Âm Tống Tử), Quan Âm Diệu Thiện (tên khác: Phật Bà Chùa Hương, Bà chúa Ba).

## Ảnh hưởng đến tôn giáo khác

### Bửu Sơn Kỳ Hương
Bửu Sơn Kỳ Hương hay đạo Lành do Đoàn Minh Huyên, đạo hiệu Giác Linh khai sáng vào năm 1849, là một giáo phái dựa vào sự tích Bồ tát Di Lặc hạ sinh để rao giảng về hội Long Hoa của Phật Di Lặc. Bửu Sơn Kỳ Hương đơn giản hóa các triết lý sâu xa của đạo Phật. Đạo đề cao tứ ân, tôn người lập đạo là Phật thầy Tây An.

### Tứ Ân Hiếu Nghĩa
Tứ Ân Hiếu Nghĩa, gọi tắt là đạo Hiếu Nghĩa[1], do Ngô Lợi (thường được tín đồ gọi là Đức Bổn sư) sáng lập. Buổi đầu, đạo là một trong những phong trào Cần Vương, nhưng dùng hình thức tôn giáo để qui tập tín đồ và để che mắt thực dân Pháp. Sau khi vua Hàm Nghi bị đày, Ngô Lợi mất, phong trào tan rã chỉ còn lại những hoạt động tín ngưỡng. Đạo hình thành trên tư tưởng của Bửu Sơn Kỳ Hương nên ngày càng xa với triết lý của Phật dạy.

### Đạo Hòa Hảo
Đạo Hòa Hảo hay Phật giáo Hòa Hảo là một giáo phái dựa trên nền đạo đức triết lý Phật giáo do Huỳnh Phú Sổ khai lập năm 1939, lấy pháp môn Tịnh Độ tông làm căn bản và chủ trương tu hành tại gia. Số tín đồ Đạo Hòa Hảo ước tính khoảng 2 triệu người, tập trung chủ yếu ở Nam bộ, nhất là ở Tây Nam bộ.
Thực chất Phật giáo Hòa Hảo là tiếp nối của một tông phái Phật giáo có từ gần một trăm năm trước ở đồng bằng Nam bộ có tên là Bửu Sơn Kỳ Hương do Phật Thầy Tây An (Đoàn Minh Huyên) sáng lập vào năm 1849 tại vùng Bảy Núi (tỉnh An Giang). Tiếp sau Phật Thầy Tây An là Tứ ân hiếu nghĩa của Phật Trùm, Ngô Lợi (Đức Bổn Sư) rồi đến Huỳnh Phú Sổ. Thời kỳ Huỳnh Phú Sổ là thời kỳ phát triển rực rỡ nhất của đạo Hòa Hảo.
Giáo lý là sự kết hợp của Tịnh Độ tông với Đạo Ông Bà. Tôn chỉ là "Học Phật Tu Nhân", noi theo giáo lý Đức Phật mà tu sửa con người, tích cực thực hành thuyết "Tứ ân (ơn)": cha mẹ, đất nước, tam bảo (Phật-Pháp-Tăng), nhân loại.
Cách thức tu hành của Phật giáo Hòa Hảo rất đơn giản là "tu hành tại gia". Người "cư sĩ tại gia" cúng lạy vào hai buổi sớm mai và chiều tối với 16 lạy như một bài thể dục toàn thân ở "bàn thông thiên", ăn chay một tháng 4 ngày để cơ thể khỏe mạnh; thờ trần đỏ hoặc trần dà với ý nghĩa hòa hợp; không chấp nhận mê tín dị đoan (không đốt vàng mã, không cúng tà thần...); thực hành tiết kiệm triệt để như không dâng cúng thực phẩm cho Phật mà chỉ cúng bông hoa nước sạch, không ăn thịt trâu, chó, bò để giữ sức kéo...; không hình thức: không đúc tượng, không chuông mõ, "tử thì táng", không có hàng giáo phẩm và không có tổ chức đạo (trước năm 1947).

### Tịnh độ cư sĩ Phật hội

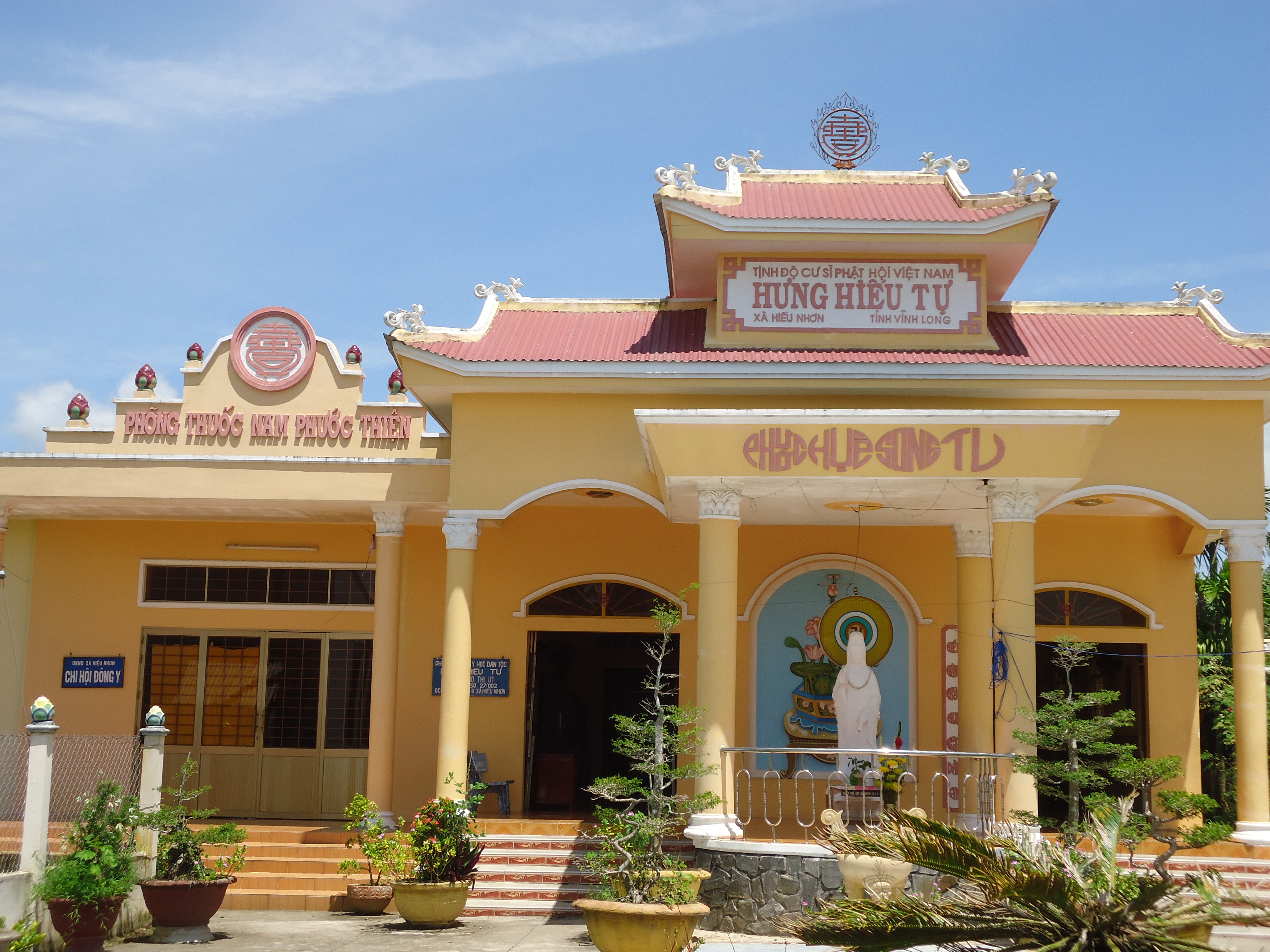
Thôn hội tịnh độ cư sĩ ở Vĩnh Long

Tịnh độ cư sĩ Phật hội do đức Tôn sư Minh Trí sáng lập dựa vào pháp môn tịnh độ lấy giáo lý Đức Phật làm gốc, nhưng diễn đạt đơn giản, dễ hiểu phù hợp với quần chúng nông dân hơn. Phương châm hành đạo "Phước Huệ song tu" lấy việc chữa bị bệnh chăm sóc sức khỏe bằng thuốc nam và Đông y làm phương tiện hành đạo - Phước; lấy pháp môn niệm phật A Di Đà học tập kinh A Di Đà, Vô Lương Thọ, Quán Vô Lượng Thọ - Huệ. Đạo lấy giáo lý của tôn sư Minh Trí làm căn bản dạy cư sĩ tu tập theo các quyển "kinh, luật, luân" như: Lục Phương lễ bái, Phu thê ngôn luận, Đạo đức, Giới luật, Phật học vấn đáp, Phương pháp kiến tánh.

## Ảnh hưởng đến văn hóa

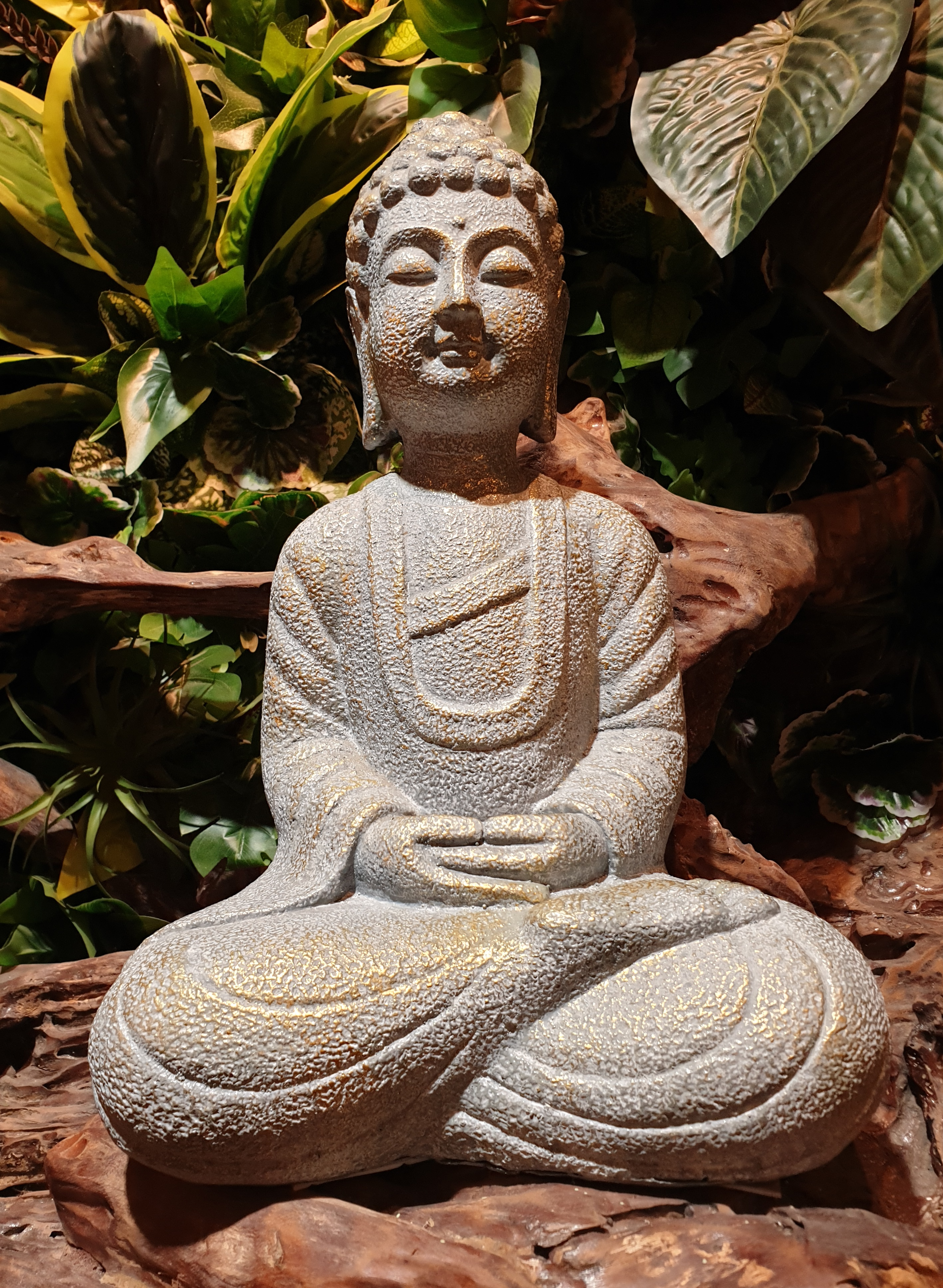
Một bức tượng đức Phật cở nhỏ theo phong cách đơn sơ, giản dị kiểu Việt Nam

Trong văn học dân gian thì truyện bình dân kể lại truyện Bà Chúa Ba tức truyện Quan âm chùa Hương. Nghệ thuật trình diễn có vở chèo Quan Âm Thị Kính. Truyện Kiều của Tố như Nguyễn Du cũng hàm chứa nhiều tư tưởng Phật giáo.
Số tục ngữ ca dao liên quan đến Phật giáo rất đa dạng:
Dù xây chín bậc phù đồ
Không bằng làm phúc cứu cho một người.
Hiền như Bụt.

Khẩu xà tâm Phật / Khẩu Phật tâm xà.

Phật tại tâm, tâm tức Phật.
Bụt nhà không thiêng.
Đi với Bụt mặc áo cà-sa
Đi với ma mặc áo giấy.
Miệng thì nam-mô, bụng bồ dao găm.

## Giáo hội Phật giáo

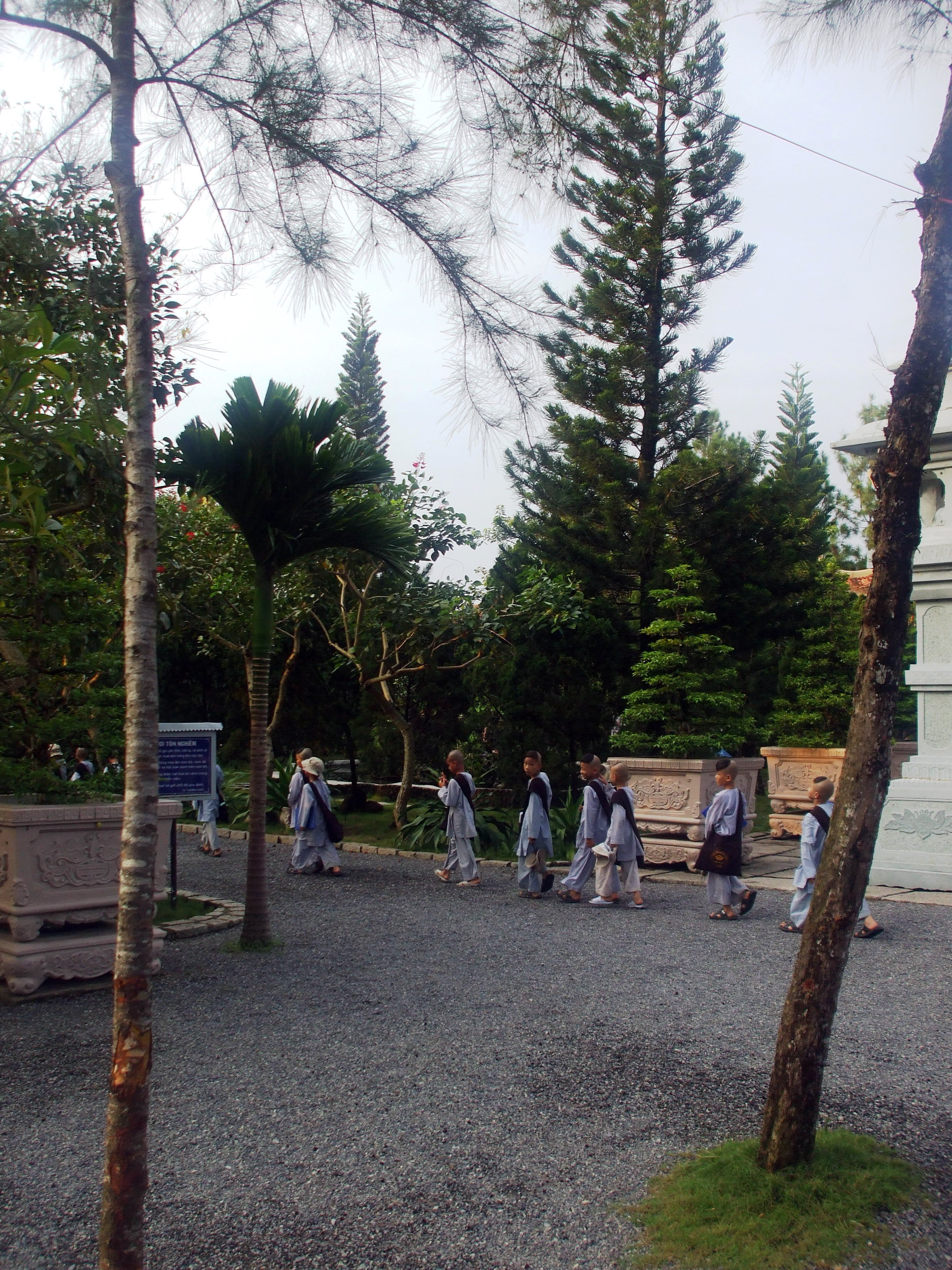
Các tu sĩ trẻ tuổi tại thiền viện Thường Chiếu (Đồng Nai).

Thời nhà Đinh, nhà tiền Lê, nhà Lý, và nhà Trần Phật giáo Việt Nam có ảnh hưởng lớn đến các Triều đại. Đã có nhiều vị cao tăng được triều đình trọng dụng như thiền sư Pháp Thuận, Khuông Việt, Vạn Hạnh, Minh Không, Pháp Loa, v.v. ra giúp tham chính và cố vấn, giúp chèo lái con thuyền đất nước trong những lúc khó khăn. Đinh Tiên Hoàng đế lập ra chức tăng thống và Tăng lục để đại diện cho Phật giáo với chính quyền.
Thời kỳ thuộc Minh, khi nhà Hồ chấn chỉnh đạo đến thời thuộc Minh, nhà Minh tàn phá tự viện, đập phá tượng Phật, đốt kinh sách, bắt bớ tu sĩ làm cho đạo Phật bị suy yếu. Tới thời Lê sơ, Lê trung hưng chính quyền Lê, Trịnh tôn sùng Nho giáo kìm hãm Phật giáo, còn miền Nam các chúa Nguyễn lại là các Phật tử nên đã chấn hưng Phật giáo, đạo Phật có một thời gian khởi hưng ngắn cho đến hết thời Tây Sơn.
Đến thời nhà Nguyễn, Gia Long cũng lấy Nho giáo làm trọng, Phật giáo bấy giờ bắt đầu suy vi mãi đến khi phong trào chấn hưng Phật giáo được phát động.

### Tổng hội Phật giáo Việt Nam
Vào cuối thời chống Pháp dưới chính thể Quốc gia Việt Nam năm 1951 Tổng hội Phật giáo Việt Nam ra đời. Đây là tổ chức đầu tiên với ý định thống nhất các tổ chức Phật giáo rời rạc. Tổng hội thành công trong việc liên kết các tự viện Đại thừa khắp ba miền Nam, Trung, Bắc. Tuy nhiên Tổng hội không có cơ cấu điều hành ngoài việc mở đường liên lạc.

### Hội Phật giáo Thống nhất Việt Nam
Năm 1958 tại miền bắc thuộc Việt Nam Dân chủ Cộng hòa, Đảng Lao động Việt Nam cho phép thành lập Hội Phật giáo Thống nhất Việt Nam.

### Giáo hội Phật giáo Việt Nam Thống nhất
Khoảng thập niên 1960 Phật giáo đấu tranh chống lại chính quyền Việt Nam Cộng hòa dẫn đến Biến cố Phật giáo, 1963. Hiến chương 1964 đặt nền móng cho Giáo hội Phật giáo Việt Nam Thống nhất, một tổ chức quy tụ nhiều giáo phái ở phía nam vĩ tuyến 17 thành một lực lượng tôn giáo đáng kể.
Năm 1981 phần lớn phật tử của GHPGVNTN gia nhập Giáo hội Phật giáo Việt Nam mới được thành lập. Dù vậy một số thành viên của GHPGVNTN không chấp nhận sự hợp nhất và chống lại chính quyền Cộng hòa Xã hội Chủ nghĩa Việt Nam. Hiện nay GHPGVNTN bị phân tán và suy yếu, số lượng cơ sở bị giảm xuống còn vài ngôi chùa trong nước. Nhiều tăng sư di cư ra nước ngoài và thành lập các cơ sở hải ngoại thuộc GHPGVNTN.

### Giáo hội Phật giáo Việt Nam
Sau năm 1975, mãi đến năm 1981 chính quyền mới cho phép thành lập Giáo hội Phật giáo Việt Nam, tổ chức Phật giáo duy nhất là đại diện cho Phật giáo tại Việt Nam, là thành viên của Mặt trận Tổ quốc Việt Nam. Giáo hội được thành lập vào ngày 7 tháng 11 năm 1981 tại chùa Quán Sứ, Hà Nội, trên cơ sở hợp nhất tất cả tổ chức Phật giáo trong nước. 
9 tổ chức hợp nhất gồm có:
- Hội Phật giáo Thống nhất Việt Nam
- Giáo hội Phật giáo Việt Nam thống nhất
- Giáo hội Phật giáo Cổ truyền Việt Nam
- Giáo hội Tăng già Nguyên thủy Việt Nam
- Ban liên lạc Phật giáo Yêu nước Thành phố Hồ Chí Minh
- Giáo hội Thiên thai giáo Quán Tông
- Giáo hội Tăng già Khất sĩ Việt Nam
- Hội đoàn kết Sư sãi Yêu nước Tây Nam Bộ
- Hội Phật học Nam Việt

Hiện nay, GHPGVN là tổ chức phật giáo được công nhận lớn nhất tại Việt Nam. Đệ Tứ Pháp chủ của Giáo hội Phật giáo Việt Nam là Trưởng lão Hòa thượng Thích Trí Quảng.

### Giáo hội Phật giáo ở nước ngoài
Nhiều sư tăng đã khi di cư sang nước ngoài sau Sự kiện 30 tháng 4 năm 1975, và thành lập nhiều chùa chiền của người Việt ở nước ngoài. Ví dụ như Mỹ, Úc, Canada, Anh, Pháp...
Một số cơ sở tuyên bố trung thành với Giáo hội Phật giáo Việt Nam Thống nhất trong nước vốn không được chính phủ công nhận. Một số tự thành lập giáo hội riêng biệt, ví dụ như:
- Giáo hội Phật giáo Việt Nam Trên Thế Giới[17], thành lập năm 1984, trụ sở tại Montreal, Canada
- Cộng đồng Làng Mai của Phật giáo Dân thân[18], do Thiền sư Thích Nhất Hạnh thành lập năm 1969 tại Pháp; tên gọi ban đầu là Eglise Bouddhique Unifiée du Vietnam (Giáo hội Phật giáo Thống nhất Việt Nam); năm 1998 thì đổi tên thành như ngày nay

Từ sau khi Thích Nhất Hạnh trở về Việt Nam lần đầu vào năm 2008, và lần cuối sư trở về năm 2018 cho đến ngày mất, đã có nhiều cuộc gặp tiếp xúc và hợp tác giữa GHPGVN trong nước và Làng Mai ở nước ngoài. Dù vậy Cộng đồng Làng Mai vẫn độc lập với GHPGVN. 

### Các hệ phái Phật giáo khác
Hiện tại có 6 hệ phái Phật giáo khác được công nhận và không thuộc Giáo hội Phật giáo Việt Nam. Thay vào đó mỗi hệ phái có giáo hội riêng biệt. 
- Phật giáo Hòa Hảo[21][22]: do Huỳnh Phú Sổ sáng lập năm 1939; có nhiều tín đồ tại vùng Tây Nam Bộ; hiện nay tổ chức lãnh đạo là Giáo hội Phật giáo Hòa Hảo
- Đạo Bửu Sơn Kỳ Hương[23]: do Đoàn Minh Huyên sáng lập năm 1849; có tín đồ tại An Giang nhưng không nhiều; vì vậy chỉ có Ban Quản tự Chùa Bửu Sơn Kỳ Hương đại diện và lãnh đạo[24]
- Minh Sư Đạo[25]: được thành lập từ khoảng cuối thế kỷ 19 bởi người Trung Quốc sang Việt Nam sống; dựa trên Phật giáo, Nho giáo và Đạo giáo; tín đồ không nhiều, tập trung chủ yếu ở vùng Nam Bộ và Nam Trung Bộ; hiện nay tổ chức lãnh đạo là Giáo hội Phật Đường Nam Tông Minh Sư đạo
- Minh Lý Đạo[26][27]: được sáng lập năm 1924; dựa trên Phật giáo, Nho giáo và Đạo giáo; tín đồ khá ít, tập trung tại vùng Đông Nam Bộ; cơ quan chủ quản là Hội đồng Hội thánh Minh Lý Đạo
- Tịnh độ cư sĩ Phật hội Việt Nam[28]: do Đức Tông Sư Minh Trí sáng lập năm 1934; tín đồ tập trung tại vùng Nam Bộ và Nam Trung Bộ; cơ quan chủ quản là Ban Trị sự Trung ương Tịnh độ cư sĩ Phật hội
- Phật giáo Tứ Ân Hiếu Nghĩa[29]: do Ngô Lợi sáng lập năm 1876; tín đồ tập trung tại vùng Tây Nam Bộ; cơ quan chủ quản là Phật hội Tứ Ân Hiếu Nghĩa[30]

## Chấn hưng Phật giáo
Vào đầu thế kỉ XX, hưởng ứng phong trào chấn hưng Phật giáo các nước các nhà sư Việt Nam cũng vận động chấn hưng Phật giáo Việt Nam phát triển mạnh trên cả ba miền, đã tạo lập nên tổng thể Phật giáo Việt Nam hiện đại, Phật giáo dần lấy lại vị thế đáng có của mình, nhưng vẫn chưa phải là Quốc giáo ở Việt Nam.

## Danh thắng Phật giáo
Trải qua hơn ngàn năm gắn bó với dân tộc và lịch sử Việt Nam, Phật giáo đã có cả một hệ thống danh lam thắng cảnh với nhiều ngọn núi và chùa nổi tiếng, nếu tìm chọn 4 ngọn núi lớn ở bốn phía Đông Tây Nam Bắc tạm coi là Tứ Đại Danh Sơn của Phật giáo Việt Nam thì đó có lẽ là:
- Phía Tây: Núi Hương sơn, chùa Hương Tích ở Hà Nội
- Phía Đông: Núi Yên Tử, Quảng Ninh
- Phía Bắc: Núi Tam Đảo, Vĩnh Phúc
- Phía Nam: Núi Bái Đính trong quần thể núi Tràng An, Ninh Bình.

Dưới đây là bảng chi tiết các ngọn núi và chùa nổi tiếng 
| Tên Núi                         | Tên Chùa                                                                   | Địa Phương              | Phật, Bồ Tát, Danh Nhân liên Quan                                                                                              | Ghi Chú    |
| ------------------------------- | -------------------------------------------------------------------------- | ----------------------- | --- | ---------- |
| Núi Sài Sơn / Núi Phổ Đà        | Chùa Thầy                                                                  | Quốc Oai - Hà Nội       | Quán thế Âm bồ Tát, Thiền Sư Từ Đạo Hạnh                                                                                       | Thế kỷ 12  |
| Núi Câu Lậu                     | Chùa Tây Phương                                                            | Thạch Thất - Hà Nội     | Phật A Di Đà | ~Thế kỷ 16 |
| Núi Hương Sơn / Động Hương Tích | Chùa Hương Tích                                                            | Mỹ Đức - Hà Nội         | Quán Thế Âm Bồ Tát | ~Thế kỷ 13 |
| Núi Tiên Lữ                     | Chùa Trăm Gian                                                             | Chương Mỹ - Hà Nội      | Thánh Tổ Thiền Sư Nguyễn Bình An                                                                                               | 1185       |
| Núi Tây Thiên Tam Đảo           | Chùa Tây thiên Thiền Tự Chùa Phù Nghì Chùa Thiên Ân Đại bảo tháp Tây Thiên | Tam Đảo - Vĩnh Phúc     | Vua Asoka đại đế của Ấn Độ sai mang Xá Lợi sang cất tháp thờ ở đây Võng Sơn Thiền Sư, Giác Linh Ngã Thiền Sư, Cúc khê Thiền Sư |            |
| Núi Tiên Du                     | Chùa Quỳnh Lâm                                                             | Đông Triều - Quảng Ninh | , Quốc Sư Nguyễn Minh Không, Trúc Lâm Tam Tổ                                                                                   | Thế kỷ 12  |
| Núi Phật Tích                   | Chùa Phật Tích                                                             | Tiên Du - Bắc Ninh      | Quán Thế Âm Bồ Tát, Chuyết Công Hòa Thượng, Từ Thức                                                                            | 1057       |
| Núi Đại Lãm / núi Dạm           | Chùa Dạm                                                                   | Bắc Ninh                | Thái Hậu Ỷ Lan, Lý Nhân Tông Hoàng Đế                                                                                          | 1086       |
| Núi Bái Đính                    | Chùa Bái Đính                                                              | Ninh Bình               | Quốc Sư Nguyễn Minh Không |            |
| Núi Sóc Sơn                     | Chùa Non Nước                                                              | Sóc Sơn Hà Nội          | Quốc Sư Ngô Chân Lưu, Sóc Thiên Vương / Phù Đổng Thiên Vương                                                                   |            |
| Núi Yên Tử                      | Chùa Đồng Chùa Hoa yên                                                     | Uông Bí - Quảng Ninh    | Trúc Lâm Điều Ngự Tổ Sư - Trần Nhân Tông Hoàng Đế                                                                              |            |
| Núi Côn Sơn                     | Chùa Côn Sơn                                                               | Chí Linh - Hải Dương    | Trúc Lam Tam Tổ, Trần Dụ Tông, Trần Nghệ Tông Trần Nguyễn hãn, Nguyễn Trãi                                                     |            |
| Núi Tiêu Sơn                    | Chùa Tiêu                                                                  | Bắc Ninh                | Vạn Hạnh Thiền Sư, Lý Thái Tổ                                                                                                  |            |
| Núi Bổ Đà                       | Chùa Bổ Đà                                                                 | Việt yên - Bắc Giang    | Quán thế Âm, Trúc Lâm Tam Tổ, Thạch Đại tướng Quân                                                                             |            |
| Núi Cô Tiên                     | Chùa Vĩnh Nghiêm Đức La                                                    | Yên Dũng - Bắc Giang    | Trúc Lâm Tam Tổ |            |
| Núi Thần Long                   | Chùa Hàm Long                                                              | Bắc Ninh                | Dương Không Lộ Thiền Sư |            |
| Núi Tam Ban                     | Chùa Thanh Mai                                                             | Chí Linh - Hải Dương    | Pháp Loa Tôn Giả |            |
| Núi Thiên Ấn                    | Chùa Thiên Ấn                                                              | Quảng Ngãi              | Quán Thế Âm Bồ Tát, Phật A Di Đà                                                                                               | Thế kỷ 17  |

## Danh tăng Việt Nam

### Giai đoạn tiền Chấn hưng Phật giáo Thế kỷ XX
- Tổ Bồ Đề - Hoà thượng Thích Nguyên Biểu (1836 - 1906)
- Hoà thượng Hoằng Ân - Minh Khiêm (1850 - 1914)
- Hoà thượng Minh Hòa - Hoan Hỷ (1846 - 1916)
- Hoà thượng Thích Thanh Hanh (1840 - 1918)
- Hòa thượng Thích Chánh Hậu (1852-1923)
- Hòa thượng Như Phòng - Hoằng Nghĩa (1867-1929)

### Giáo hội Phật giáo Việt Nam
- Hoà thượng Thích Đức Nhuận (1897 - 1993) - Đệ Nhất Pháp chủ GHPGVN
- Hoà thượng Thích Tâm Tịch (1915 - 2005) - Đệ Nhị Pháp chủ GHPGVN
- Hoà thượng Thích Phổ Tuệ (1917 - 2021) - Đệ Tam Pháp chủ GHPGVN
- Hoà thượng Thích Trí Quảng (1938) - Đệ Tứ Pháp chủ GHPGVN
- Hòa thượng Thích Trí Thủ (1909 - 1984) - Đệ Nhất Chủ tịch HĐTS TW GHPGVN
- Hòa thượng Thích Trí Tịnh (1917 - 2014) - Đệ Nhị Chủ tịch HĐTS TW GHPGVN
- Hòa thượng Thích Thiện Nhơn (1950) - Đệ Tam Chủ tịch HĐTS TW GHPGVN
- Hoà thượng Thích Thế Long (1909 - 1985)
- Hòa thượng Thích Đôn Hậu (1905 - 1992)
- Hòa thượng Thích Minh Châu (1919 - 2012)
- Hòa thượng Kim Cương Tử (1914 - 2001)
- Hòa thượng Thích Thiện Siêu (1921 - 2001)
- Hoà thượng Thích Thanh Bích (1913 - 2013)
- Hoà thượng Thích Thanh Từ (1924)
- Hoà thượng Thích Thanh Tứ (1927 - 2011)
- Hoà thượng Thích Viên Thành (1950 - 2002), Bậc Kim Cương Thượng Sư, Thầy Tổ Phật giáo Kim Cương Thừa Việt Nam, Trụ trì Chùa Hương, chùa Thầy, chùa Vạn Niên Hà Nội
- Hòa thượng Thích Hiển Pháp (1933 - 2018)
- Hoà thượng Thích Chơn Thiện (1942 - 2016)
- Hoà thượng Thích Đức Nghiệp (1929)
- Hoà thượng Dương Nhơn (1930)
- Hòa thượng Thích Giác Hạnh

## Sách tham khảo
- Trần Ngọc Thêm, Tìm về bản sắc văn hóa Việt Nam, Nhà xuất bản TP. HCM, 2001